# روزها (مانگا)
روزها (انگلیسی: Days یا DAYS) یک مجموعه مانگای ورزشی ژاپنی است که توسط تسویوشی یاسودا نوشته و تصویرگری شده است. و از آوریل ۲۰۱۳ تا ژانویه ۲۰۲۱ توسط هفته‌نامه شونن کودانشا پخش شد و در ۴۲ فصل گردآوری شد.

## داستان
روزها دربارهٔ مبارزات تسوکوشی تسوکاماتو، یک نوجوان خجالتی و دست و پا چلفتی، که در آستانهٔ شروع دبیرستان است. او تصمیم می‌گیرد وارد دبیرستان سئیسکی شود تا بتواند با دوستش کازاما در یک تیم باشد. درست همان‌طور که او پس از بازدید از سایوری در محل کارش مورد آزار و اذیت قرار می‌گیرد، سوکوشی توسط جین کازاما نجات می‌یابد، که با حمله به قلدرها با ناچاک‌ها آن‌ها را می‌ترساند و خود را ولگرد و گمشده در شهر اعلام می‌کند. جین سپس از سوکوشی می‌پرسد که آیا فوتبال را دوست دارد و از او می‌خواهد که در همان شب برای یک مسابقه فوتسال به او ملحق شود زیرا تیمش یک بازیکن کم دارد. سوکوشی با ظاهر شدن پس از تقریباً ده مایل دویدن زیر باران شدید و بدون کفش، جین را غافلگیر می‌کند. قد کوتاه، جوان و دست و پا چلفتی، سوکوشی فوق‌العاده بد بازی می‌کند، اما با وجود آسیب دیدگی پایش، در تمام طول مسابقه به دویدن ادامه می‌دهد و چنان تلاشی از خود نشان می‌دهد که به دیگر هم تیمی‌هایش انگیزه می‌دهد. پس از یک سرعت نهایی، سوکوشی موفق می‌شود گل تعیین‌کننده را به ثمر برساند و با انجام آن، سر خود را به تیرک کوبید. او بدون اینکه بداند باشگاه فوتبال در سیسکی در سراسر ژاپن مشهور است. او به لطف تلاش‌های مستمر و پشتکار شگفت‌انگیزش علی‌رغم اینکه به‌طور باورنکردنی ضعیف و دست و پا چلفتی است، موفق می‌شود به تیم راه پیدا کند و همچنین توانایی باورنکردنی در ایجاد انگیزه برای بقیه اعضای تیم برای کار هر چه بیشتر نشان می‌دهد.